# Angry Birds 2
Angry Birds 2 is een computerspel, ontwikkeld door Rovio Entertainment. Het spel werd op 30 juli 2015 wereldwijd uitgebracht voor Android en iOS. Daarvoor was het onder de naam Angry Birds Under Pigstruction sinds 5 maart 2015 reeds voor een beperkt publiek speelbaar in Canada. Het puzzelspel is het officiële vervolg op Angry Birds, dat in 2009 uitkwam.

## Gameplay
In tegenstelling tot het eerste deel zijn de levens nu beperkt. De speler kan mits betaling wel nieuwe levens aanschaffen of een half uur wachten om nieuwe te krijgen. Ook is het nu voor de speler mogelijk om de volgorde te kiezen wanneer elke vogel gebruikt wordt.

## Episodes
| # | Naam            | Level pack       | Uitgebracht  | Aantal levels |
| - | --------------- | ---------------- | ------------ | ------------- |
| 1 | Cobalt Plateaus | Feathery Hills   | 30 juli 2015 | 15            |
| 2 | Pig City        | New Pork City    | 30 juli 2015 | 20            |
| 3 | Bamboo Forest   | Eggchanted Woods | 30 juli 2015 | 25            |
| 4 | Cobalt Plateaus | Chirp Valley     | 30 juli 2015 | 30            |
| 5 | Pig City        | Shangham         | 30 juli 2015 | 30            |
| 6 | Bamboo Forest   | Greasy Swamp     | 30 juli 2015 | 30            |
| 7 | Cobalt Plateaus | Greenerville     | 30 juli 2015 | 30            |
| 8 | Pig City        | Steakholm        | 30 juli 2015 | 30            |
| 9 | Bamboo Forest   | Misty Mire       | 30 juli 2015 | 30            |

## Ontvangst
Pocket Gamer gaf het spel een score van 70%.